# Musikjahr 1764
Liste der Musikjahre

◄◄ | ◄ | 1760 | 1761 | 1762 | 1763 | Musikjahr 1764 | 1765 | 1766 | 1767 | 1768 | ► | ►►

Weitere Ereignisse
Dieser Artikel behandelt das Musikjahr 1764.

## Ereignisse
- 07. Januar: Die Oper La rencontre imprévue (Die unvermutete Begegnung) von Christoph Willibald Gluck hat ihre Uraufführung am Burgtheater in Wien. Sie gilt als Höhepunkt von Glucks komischem Opernschaffen.
- 11. Februar: Die Oper Demofoonte von Niccolò Jommelli auf ein Libretto von Pietro Metastasio hat ihre Uraufführung am Herzoglichen Theater in Stuttgart.

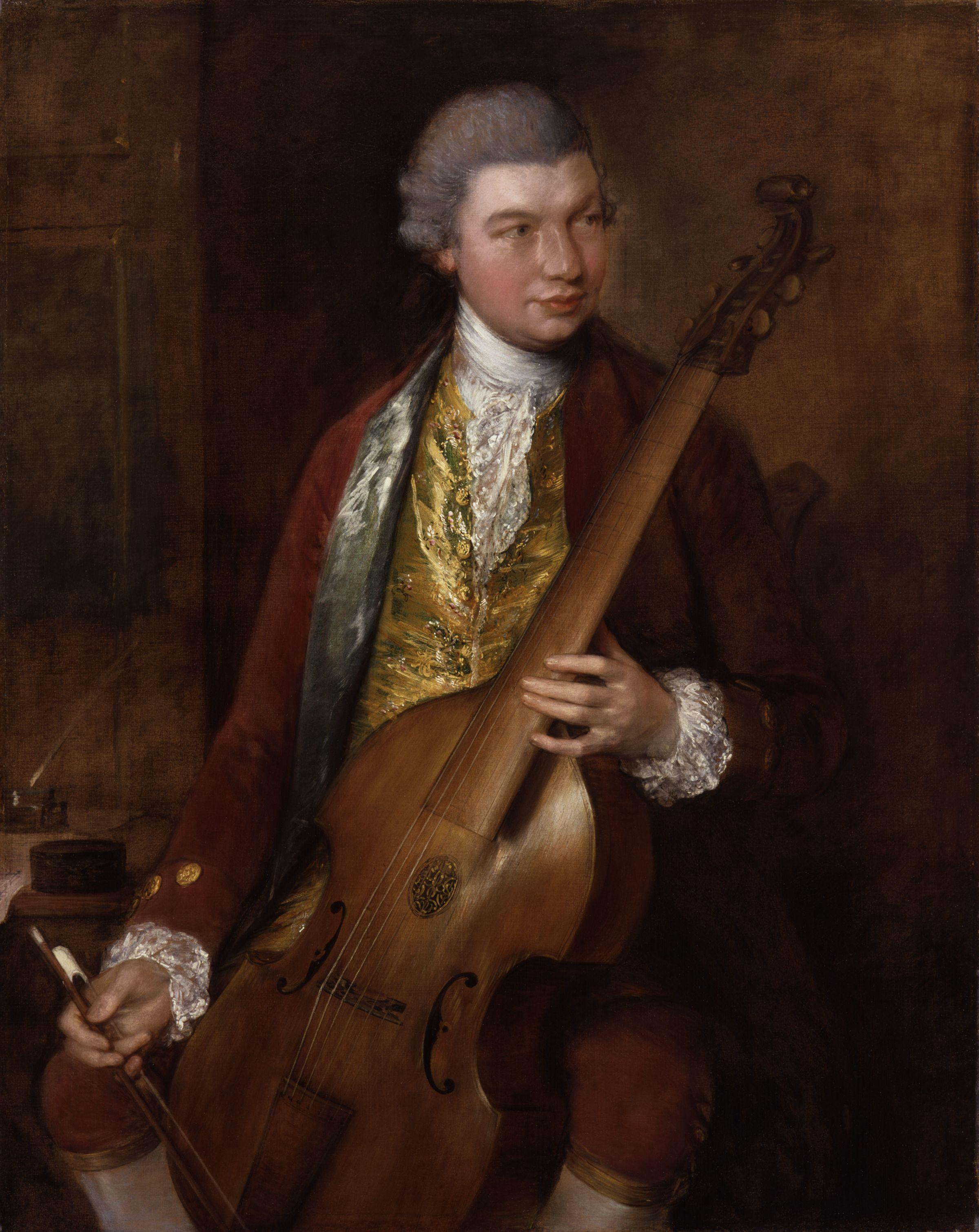
Carl Friedrich Abel um 1764, gemalt von Thomas Gainsborough

- 29. Februar: Johann Christian Bach und Carl Friedrich Abel begründen in London die erfolgreichen Bach-Abel-Concerts, die bis 1781 aufgeführt werden.
- 08. März Die Opéra-comique Rose et Colas von Pierre-Alexandre Monsigny auf das Libretto von Michel-Jean Sedaine hat ihre Uraufführung am Théâtre de l’hôtel de Bourgogne in Paris.
- 23. April: Auf ihrer im Vorjahr begonnenen Konzertreise durch Europa kommen Leopold Mozart und seine beiden Kinder Wolfgang und Nannerl nach London, wo sie Johann Christian Bach kennenlernen und gemeinsam mit ihm musizieren. Die im gleichen Jahr komponierten vier Sonaten für Klavier und Violine KV 6 bis 9 sind Wolferls erste gedruckte Kompositionen.
- 20. August: Die komische Oper L’anneau perdu et retrouvé von Louis Claude Armand Chardin und Jean-Benjamin de Laborde hat ihre Uraufführung im Théâtre de l’Hôtel de Bourgogne. Das Libretto stammt von Michel-Jean Sedaine.
- 04. November: Die Oper Il re pastore von Niccolò Jommelli auf ein Libretto von Pietro Metastasio hat ihre Uraufführung am Schlosstheater in Ludwigsburg.

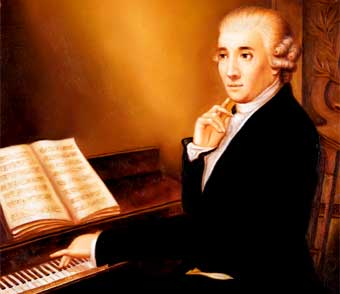
Joseph Haydn

- Joseph Haydn komponiert unter anderem seine 21. und 22. Sinfonie (Der Philosoph).

## Geboren

### Geburtsdatum gesichert
- 02. Januar: Genovefa Brenner, Salzburger Opernsängerin und Schauspielerin, Mutter Carl Maria von Webers († 1798)
- 16. Februar: Joseph Leopold Faistenberger, österreichischer Musiker und Komponist († 1835)
- 22. Februar: Alexander Campbell, schottischer Musiker, Schriftsteller sowie Sammler und Bearbeiter schottischer und englischer Volkslieder († 1824)
- 05. März: Heinrich Grenser, deutscher Holzblasinstrumentenmacher († 1813)
- 01. April: Johann Evangelist Reiter, deutscher katholischer Pfarrer, Geometer, Freskenmaler, Bildhauer, Steinmetz, Musiker, Architekt und Schriftsteller († 1835)
- 17. oder 18. April: Bernhard Anselm Weber, deutscher Komponist und Musikdirektor († 1821)
- 01. Juli: Georg Christoph Grosheim, deutscher Dirigent, Bratscher, Komponist und Musikschriftsteller († 1841)
- 05. Juli: János Lavotta, ungarischer Komponist († 1820)
- 00. Juli: Hans Friderich Oppenhagen, dänischer Organist und Orgelbauer († 1833)
- 11. September: Valentino Fioravanti, italienischer Komponist († 1834)
- 15. September: Carl Immanuel Engel, deutscher Organist, Dirigent und Komponist († 1795)
- 19. Oktober: Victor-Joseph Étienne de Jouy, französischer Soldat, Politiker, Schriftsteller und Librettist († 1846)
- 21. Oktober: János Bihari, ungarischer Komponist und Geigenvirtuose („Zigeunergeiger“) († 1827)
- 22. Oktober: Maximilian-Friedrich von Droste zu Hülshoff, deutscher Komponist († 1840)
- 01. November: Anton Höfer, deutscher Lehrer, Kirchenmusiker, Organist und Komponist († 1837)
- 03. November: Johann Wilhelm Reche, deutscher lutherischer Geistlicher, Schriftsteller und Kirchenlieddichter († 1835)
- 30. November: Franz Xaver Gerl, österreichischer Opernsänger und Komponist († 1827)
- 03. Dezember: Thekla Batkova, tschechische Opernsängerin und Gesangslehrerin († 1852)
- 08. Dezember: Ignác Held, böhmischer Komponist († 1816)

### Genaues Geburtsdatum unbekannt
- André-Frédéric Eler, französischer Komponist und Musikpädagoge († 1821)
- Gaetano Gioia, italienischer Tänzer und Choreograf († 1826)
- Wilhelm Hepp, pfälzischer Orgelbauer († 1832)
- František Jan Štiasný, tschechischer Cellist und Komponist († um 1830)

## Gestorben

### Todesdatum gesichert
- 30. März: Pietro Locatelli, italienischer Violinenvirtuose und Komponist (* 1695)

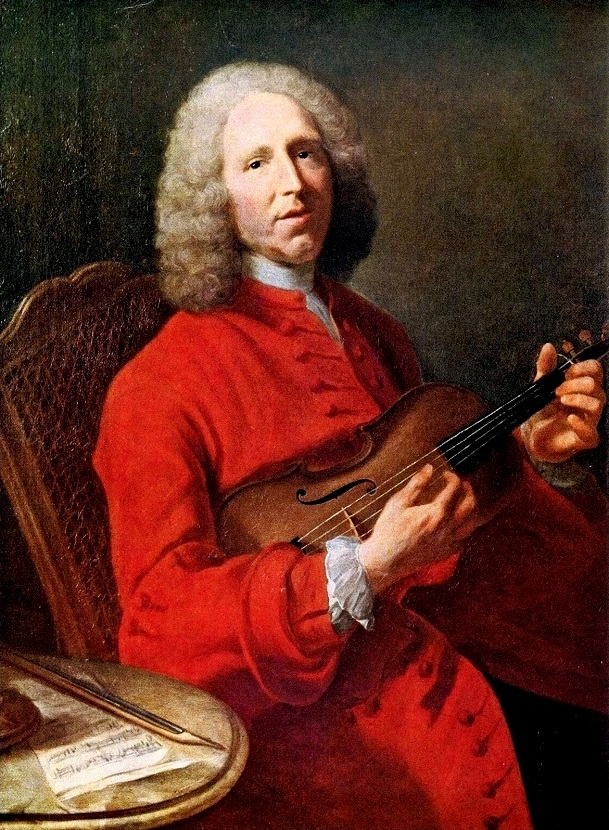
Jean-Philippe Rameau; † 12. September

- 13. April: Nicola Fiorenza, neapolitanischer Violinist und Komponist (* nach 1700)
- 17. April: Johann Balthasar Christian Freislich, deutscher Komponist, Organist und Kapellmeister (* 1687)
- 17. April: Johann Mattheson, deutscher Komponist und Gelehrter (* 1681)
- 10. Mai: Christian Friedrich Henrici, sächsischer Textdichter Johann Sebastian Bachs (* 1700)
- 06. Juni: Wilhelm Hieronymus Pachelbel, deutscher Komponist und Organist (* 1686)
- 11. Juni: Christoph Stoltzenberg, deutscher Komponist (* 1690)
- 25. Juni: Wilhelm Ernst Starke, deutscher reformierter Theologe, Philologe und Kirchenlieddichter (* 1692)
- 10. September: Giovanni Antonio Giay, italienischer Komponist (* 1690)
- 12. September: Jean-Philippe Rameau, französischer Komponist und Musiktheoretiker (* 1683)
- 19. September: Georg Tegetmeyer, deutscher Organist und Komponist (* 1687)

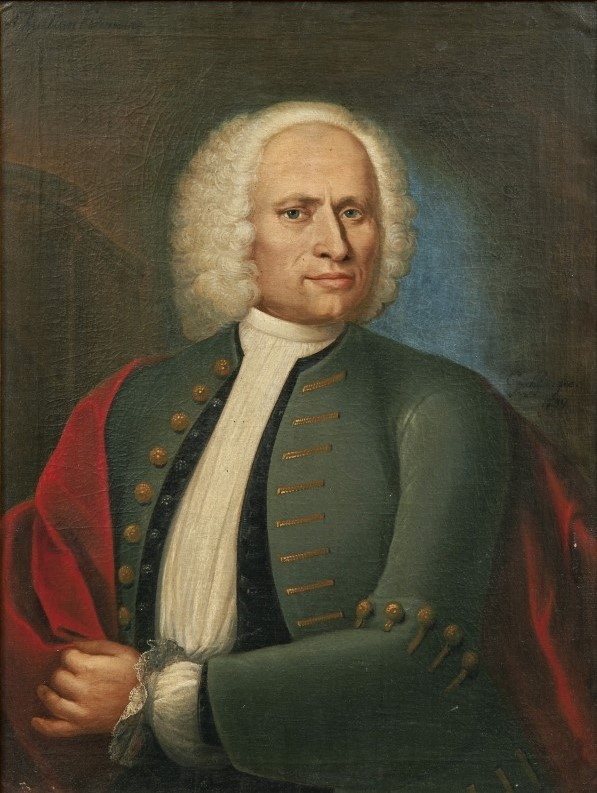
Christian Klausing; † 12. Dezember

- 22. Oktober: Jean-Marie Leclair, französischer Komponist und Violinist (* 1697)
- 23. Oktober: Pierre-Charles Roy, französischer Librettist (* 1683)
- 12. Dezember: Christian Klausing, deutscher Orgelbauer (* 1687)

### Genaues Todesdatum unbekannt
- François Cupis de Camargo, belgischer Violinist und Komponist (* 1719)
- Domenico Dall’Oglio, italienischer Violinist und Komponist (* um 1700)
- Andrea Pacini, italienischer Alt-Kastrat, Opernsänger, Komponist und Geistlicher (* um 1690)
- Lorenzo Gaetano Zavateri, italienischer Komponist und Violinist (* 1690)